# Mozilla Developer Network
Mozilla Developer Network (MDN), numit anterior Mozilla Developer Center, este saitul oficial al Fundației Mozilla de documentație pentru dezvoltarea de standarde web și pentru proiectele Mozilla.

## Istoric
Proiectul a început în 2005 sub conducerea lui Deb Richardson, angajat Mozilla. Din 2006 eforturile de documentare au fost conduse de Eric Shepherd.
Conținutul inițial al saitului a fost furnizat de DevEdge, pentru care Fundația Mozilla a primit o licență din partea AOL. Saitul conține acum un amestec de conținut migrat de pe DevEdge și mozilla.org și conținut original actualizat. Documentația de pe MDN a mai fost migrată de pe XULPlanet.com.
MDN are un grup de știri și un canal IRC (#mdn pe rețeaua Mozilla). MDN este susținut de Fundația Mozilla și Corporația Mozilla cu servere și angajați.

## Despre MDN
Mozilla Developer Network este o resursă pentru dezvoltatori menținută de comunitatea dezvoltatorilor și de redactori tehnici care găzduiește un număr mare de documente pe mai multe teme, cum ar fi: HTML5, JavaScript, CSS, API-uri Web și Node. Pentru dezvoltatori ai platformelor mobile, MDN oferă documentație pe teme cum ar fi: construcția de aplicații mobile HTML5, suplimente (add-on-uri) mobile și aplicații conștiente de locație (location aware).